# Clumsy (álbum)
Clumsy es el segundo álbum de la banda Our Lady Peace. Fue lanzado el 23 de enero de 1997 por Columbia Records. El álbum es más exitoso de la banda hasta la fecha, logrando el estado de diamantes en Canadá (1 millón de unidades vendidas) y las fuertes ventas en otros países, como el disco de platino en los EE. UU. por otro millón de ventas. En 2007, el puesto número 76 en "Los 100 mejores álbumes canadienses" de Bob Mersereau y N º 33 en el Top 102 Albums New Rock de todos los tiempos por 102.1 The Edge (en 2009). El álbum cuenta con cinco singles de éxito: "Superman's Dead", "Automatic Flowers", "Clumsy", "4 AM" y "Carnival". Cada individual tiene su propio video musical, con la excepción de "Carnival".

## Lista de canciones
| N.º | Título                                                 | Duración |  |
| 1.  | «Superman's Dead»                                      | 4:16     |  |
| 2.  | «Automatic Flowers»                                    | 4:05     |  |
| 3.  | «Carnival» (Maida, Lanni, Mike Turner, Jeremy Taggart) | 4:48     |  |
| 4.  | «Big Dumb Rocket»                                      | 4:23     |  |
| 5.  | «4 AM»                                                 | 4:17     |  |
| 6.  | «Shaking» (Maida, Lanni, Turner, Taggart)              | 3:37     |  |
| 7.  | «Clumsy»                                               | 4:29     |  |
| 8.  | «Hello Oskar»                                          | 3:03     |  |
| 9.  | «Let You Down» (Maida, Lanni, Turner)                  | 3:53     |  |
| 10. | «The Story of 100 Aisles» (Maida, Lanni, Turner)       | 3:45     |  |
| 11. | «Car Crash» (Maida, Lanni, Turner, Taggart)            | 5:07     |  |

Bonus Tracks
| European bonus tracks |                     |          |  |
| N.º                   | Título              | Duración |  |
| 12.                   | «Clumsy»            | 4:12     |  |
| 13.                   | «Naveed»            | 5:24     |  |
| 14.                   | «Automatic Flowers» | 3:54     |  |

- Recorded live at CBC Studios, Vancouver, April 25, 1997

## Personal
- Duncan Coutts - guitarra
- Raine Maida - voces
- Jeremy Taggart -  tambores, percusión
- Mike Turner - Guitarra eléctrica